# Fefe
Fefe è un singolo del rapper statunitense 6ix9ine, pubblicato il 22 luglio 2018 come secondo estratto dal primo album in studio Dummy Boy.
Il brano vede la partecipazione della rapper trinidadiana Nicki Minaj e e del produttore canadese Murda Beatz.

## Video musicale
Il video musicale per la canzone è stato distribuito il 22 luglio 2018, poche ore dopo l'uscita della canzone. Il video è diretto da TrifeDrew e William Asher della Figure Eight Creative Group, insieme a 6ix9ine. In una settimana, il video ha raggiunto quota 70 milioni di visualizzazioni.

## Tracce
Testi di Daniel Hernandez, Onika Maraj, Murda Beatz, Cubeatz e Andrew Green, musiche di Murda Beatz & Cubeatz.
1. Fefe (feat. Nicki Minaj & Murda Beatz) – 2:59

## Successo commerciale
Nella Billboard Hot 100 degli Stati Uniti d’America, il singolo ha debuttato al quarto posto con 24.000 copie vendute e 45.7 milioni di riproduzioni streaming accumulate nella sua prima settimana. La settimana successiva è salita alla terza posizione con un incremento del 44% di riproduzioni streaming (65.8 milioni) e del 4% di copie digitali (25.000). Esso è diventato il singolo ad aver raggiunto la posizione più alta in questa classifica tra quelli del rapper e la diciassettesima top ten della rapper, estendendo il suo record ad averne di più tra le rapper donne. È stato certificato otto volte disco di platino dalla RIAA per aver superato le 8 milioni di copie vendute in territorio statunitense.
Nella classifica australiana ha debuttato alla settima posizione, diventando la prima top 10 del rapper e di Murda Beatz e la dodicesima di Nicki Minaj nel paese.

## Classifiche
| Classifica (2018) | Posizione massima |
| ----------------- | ----------------- |
| Italia            | 30                |
| Lettonia          | 3                 |
| Regno Unito       | 17                |
| Stati Uniti       | 3                 |